# Eisenia (zwierzęta)
Eisenia – rodzaj skąposzczetów z rodziny dżdżownicowatych (Lumbricidae). Charakteryzują się ciemnoczerwoną lub czerwonawo-brązową pigmentacją ciała. Gatunkiem typowym rodzaju jest Enterion fetidum, obecnie klasyfikowany jako Eisenia fetida.
Niektóre gatunki są wykorzystywane do produkcji kompostu i jako przynęta w wędkarstwie.
W Polsce występuje E. fetida i E. lucens.

## Gatunki
- Eisenia andrei
- Eisenia fetida – kompostowiec różowy (dżdżownica kalifornijska)
- Eisenia gordejeffi
- Eisenia hortensis
- Eisenia intermedia
- Eisenia japonica
- Eisenia kattoulasi
- Eisenia lucens
- Eisenia nordenskioldi
- Eisenia parva
- Eisenia spelaea
- Eisenia uralensis